# Монтт, Мануэль
Мануэль Франсиско Антонио Хулиан Монтт Торрес (исп. Manuel Francisco Antonio Julián Montt Torres; 4 сентября 1809, Петорка — 21 сентября 1880, Сантьяго, Чили) — политический деятель Чили, президент Чили (1851—1861).
Выходец из семьи иммигрантов из Каталонии, изучал право, занимался адвокатской практикой. Начиная с 1840 года занимал несколько министерских должностей в правительстве Мануэля Бульнеса. Был избран президентом Чили в 1851 году и переизбран в 1856 году. В 1861 году был избран председателем Верховного суда и оставался на посту вплоть до своей смерти. Его имя присвоено городу Пуэрто-Монт.